# Bugatti Tourbillon
La Tourbillon est une hypercar hybride produite par le constructeur automobile français Bugatti, dont la production est limitée à 250 exemplaires. Succédant à la Bugatti Chiron, la Tourbillon marque l'entrée de la marque dans l'ère de l'hybridation.

## Présentation
La Bugatti Tourbillon est présentée le 20 juin 2024 à Molsheim. L’appellation « Tourbillon », inspirée de l'horlogerie, fait référence au mécanisme de précision du même nom, créé par Abraham Breguet en 1801. La Tourbillon s'inspire des modèles historiques de Bugatti tels que la Type 35 et la Type 57SC Atlantic, tout en intégrant des technologies actuelles.

Différentes vues de la Bugatti Tourbillon
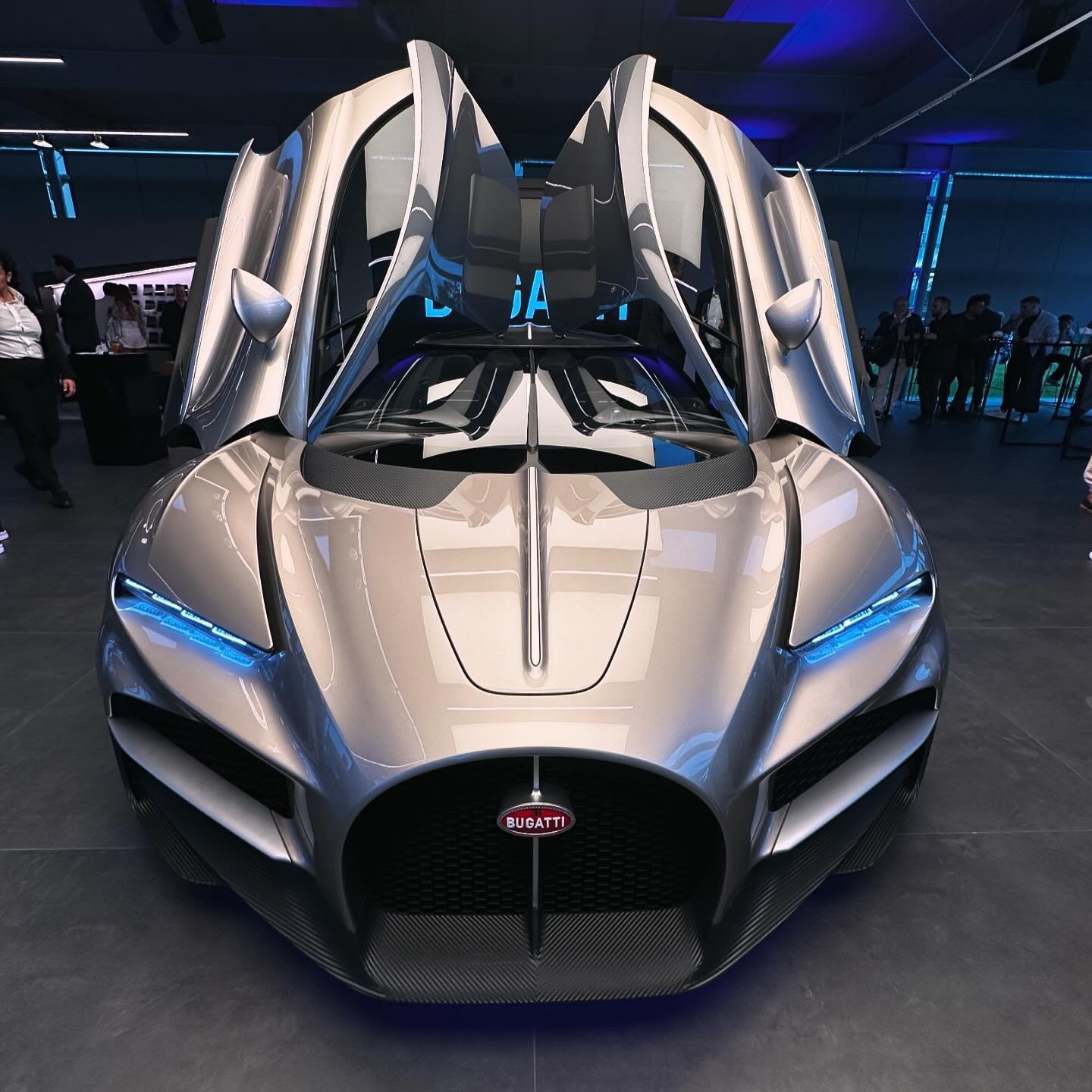
Vue de l'avant.
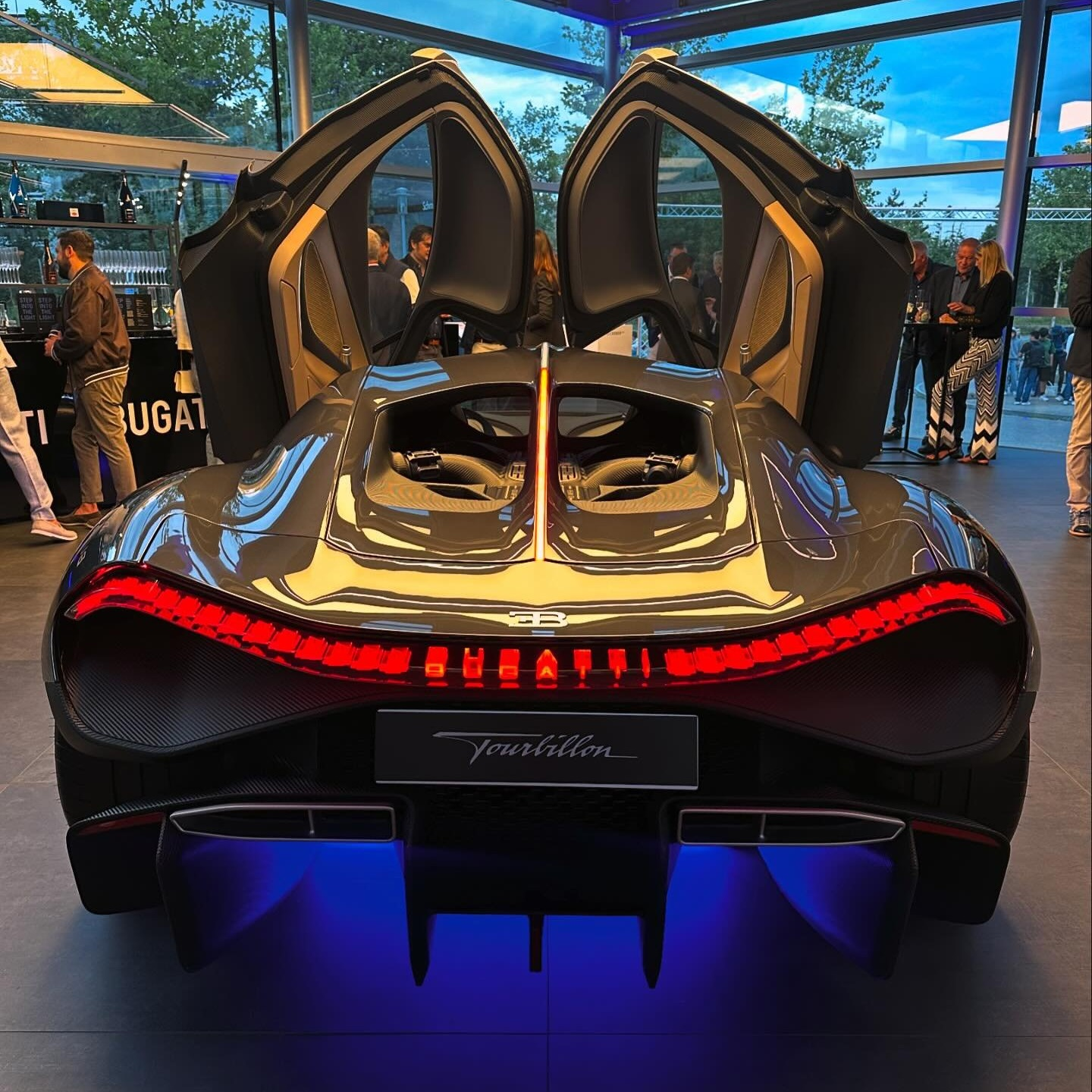
Vue de l'arrière.
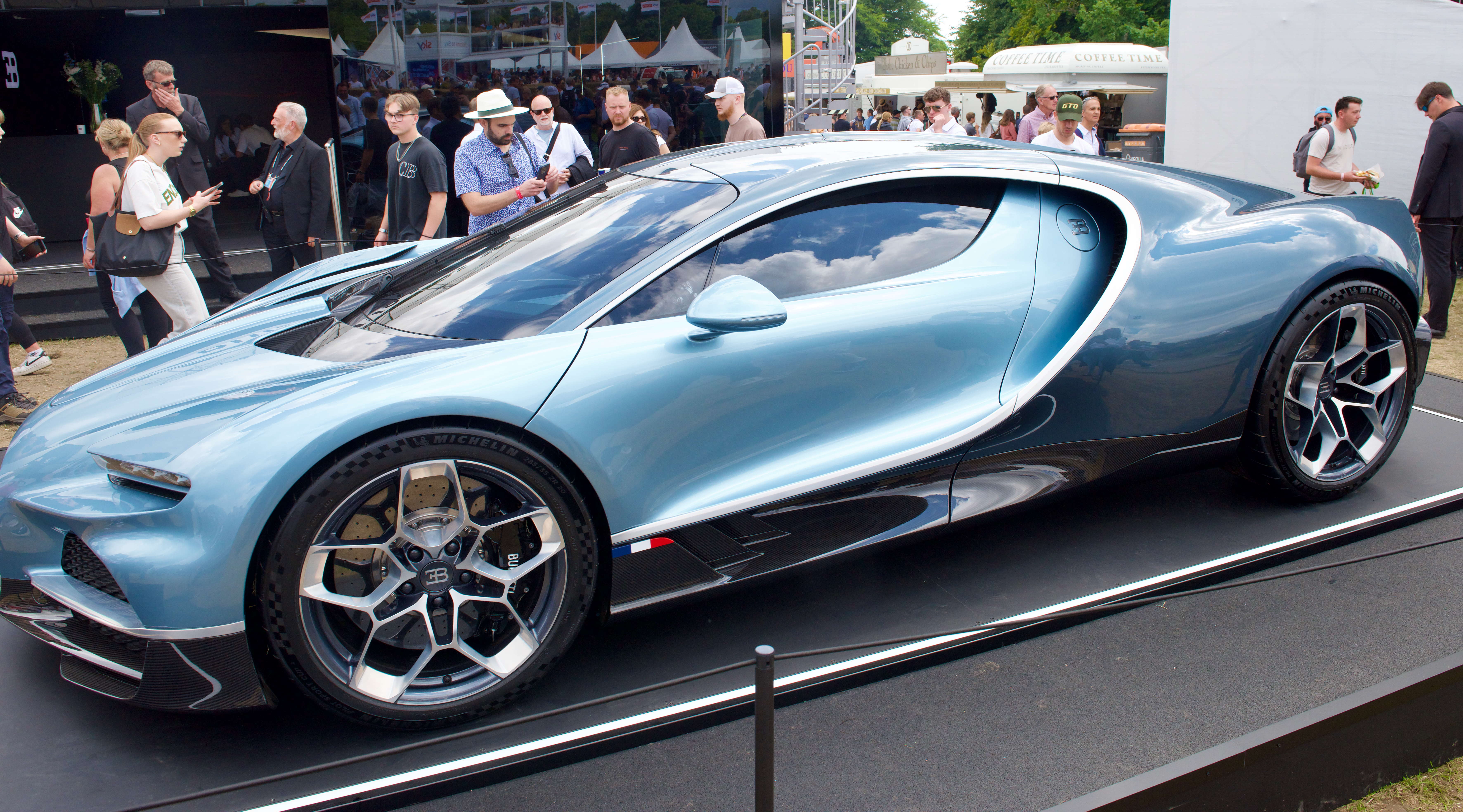
Vue de profil.
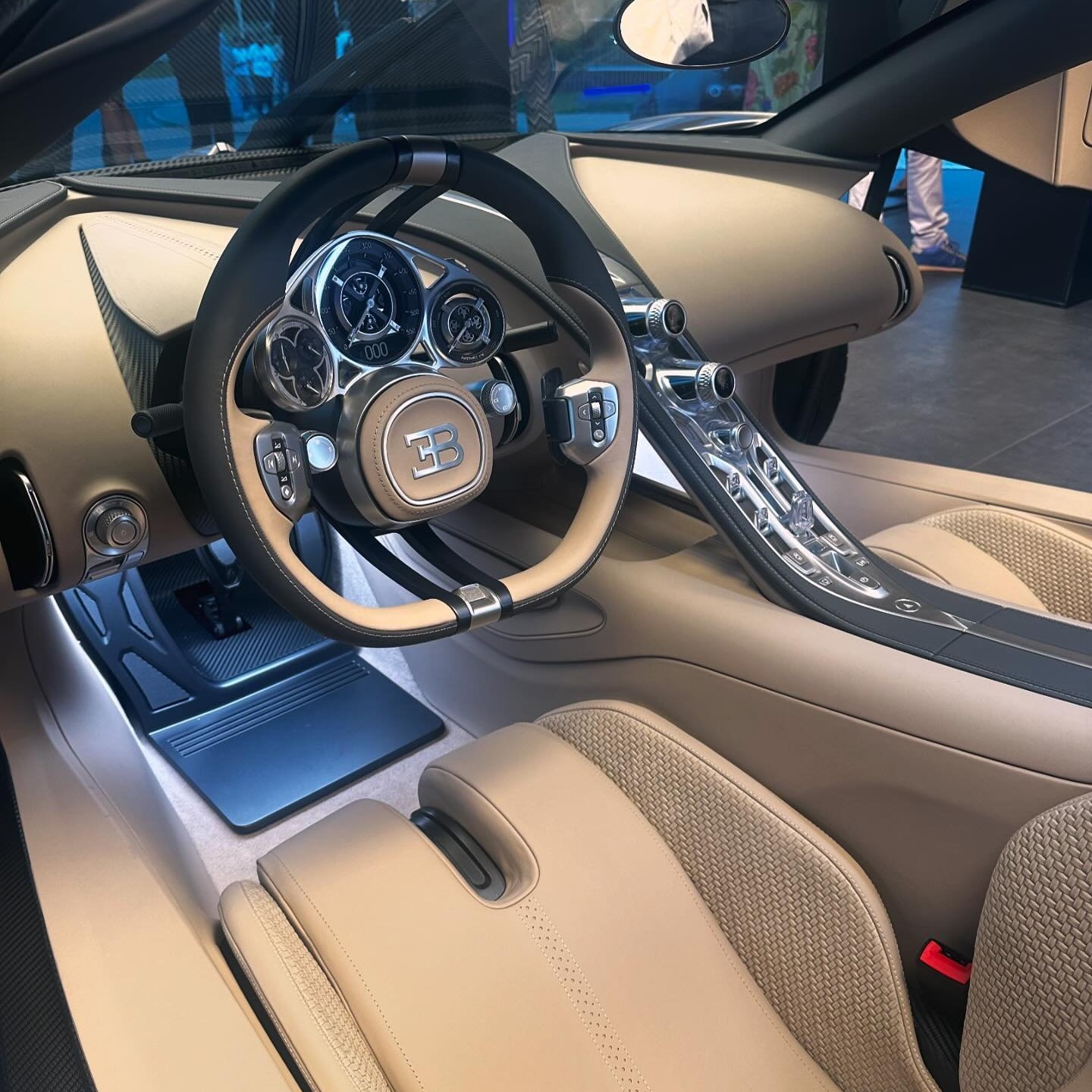
Vue de l'intérieur.

## Caractéristiques techniques
Le design aérodynamique de la Tourbillon est caractérisé par la calandre en fer à cheval emblématique de Bugatti, optimisée pour l'écoulement de l'air, une ligne de toit abaissée et des proportions inspirées de la Type 35 et de la Type 57SC Atlantic. De plus, la voiture est dotée d'une ligne Bugatti incurvée qui souligne le profil latéral de la voiture, mais aussi d'un aileron arrière actif améliorant l'appui aérodynamique et la stabilité ainsi que d'un diffuseur arrière innovant optimisant l'écoulement de l'air.
L'intérieur de la Tourbillon est un hommage à l'horlogerie de luxe, avec un combiné d'instruments 100% analogiques fabriqués par des horlogers suisses. La console centrale est composée de verre de cristal et d'aluminium usiné. Un écran tactile dissimulé dans la console centrale permet d'accéder aux fonctionnalités de connectivité et aux données du véhicule.
La Tourbillon est dotée de portes à ouverture en élytre, à l'image de la Bugatti EB110.

### Motorisation
La Bugatti Tourbillon est propulsée par un groupe motopropulseur hybride composé d'un moteur V16 atmosphérique de 8,3 litres de cylindrée (développé conjointement avec le motoriste britannique Cosworth) et de trois moteurs électriques de 250 kW chacun, deux à l'avant et un à l'arrière. Ce groupe motopropulseur développe une puissance totale de 1 800 ch, répartis entre 1 000 ch pour le moteur thermique (soit 120,5 ch/L) et 800 ch pour l'ensemble électrique. La Tourbillon est équipée d'une boîte de vitesses à double embrayage à huit rapports et d'une transmission intégrale.
La voiture est capable d'effectuer le 0 à 100 km/h en 2,0 secondes, le 0 à 200 km/h en moins de 5 secondes, le 0 à 300 km/h en moins de 10 secondes et le 0 à 400 km/h en moins de 25 secondes. Sa vitesse maximale est de 445 km/h (limitée électroniquement).
| Logo de Bugatti           | Bugatti Tourbillon,                                         |
| ------------------------- | ----------------------------------------------------------- |
| Moteur thermique          | V16                                                         |
| Cylindrée                 | 8 300 cm3                                                   |
| Alimentation              | Atmosphérique                                               |
| Moteurs électriques       | avant : 2 x 250 kW arrière : 250 kW                         |
| Puissance maximale        | thermique : 1 000 ch électrique : 800 ch cumulée : 1 800 ch |
| au régime de :            |                                                             |
| Couple maximal            | thermique : 900 N m électrique : 240 N m cumulé :           |
| au régime de :            | 9000 tr/min                                                 |
| Boîte de vitesses         | Automatique à double embrayage à 8 rapports                 |
| Vitesse maximale          | 385 km/h 445 km/h (Speed Key)                               |
| 0–100 km/h                | 2,0 s                                                       |
| 0–200 km/h                | 5,0 s                                                       |
| 0–300 km/h                | 10,0 s                                                      |
| 0–400 km/h                | 25,0 s                                                      |
| Consommation aux 100 km   | 22,15 L                                                     |
| Émissions de CO2          | 574 g/km                                                    |
| Masse à vide              | 1 995 kg                                                    |
| Batterie                  |                                                             |
| Type                      | Lithium-ion                                                 |
| Capacité brute            | 24,8 kWh                                                    |
| Autonomie (WLTP)          | 60 km                                                       |
| Masse de la batterie (kg) | 700 kg                                                      |

### Châssis et structure
La Tourbillon repose sur un châssis et une structure conçus pour optimiser le poids et la rigidité. La monocoque est fabriquée en fibre de carbone T800 de nouvelle génération, intégrant la batterie comme élément structurel. La suspension est assurée par un système multibras en aluminium forgé, tandis que le freinage est confié à un système électrique sur mesure.

## Production
La production de la Bugatti Tourbillon est limitée à 250 exemplaires, avec des livraisons prévues à partir de 2026. Le prix de départ est fixé à 3,8 millions d'euros hors taxes.